# 기타야시모촌
기타야시모촌(일본어: 北八下村)은 일본 오사카부 미나미카와치군에 설치되었던 촌이다. 현재의 사카이시 기타구의 일부와 마쓰바라시의 일부에 해당한다.

## 역사
- 1889년 4월 1일 - 정촌제 시행에 의해, 야카미군 기타야시모촌이 성립하였다.
- 1896년 4월 1일 - 미나미카와치군 소속으로 변경
- 1957년 10월 15일, 오아자 미나미하나다, 구라노마에, 나카, 노원이 사카이시에, 카와이가 마쓰바라시에 편입되었다.